# Hartwall Original Long Drink
Hartwall Original Long Drink és una marca de lonkero produïda per la cerveseria finlandesa Hartwall.

## Història
Hartwall va produir per primera vegada lonkero el 1952 i l'ha comercialitzat sota la marca Original Long Drink des de 1995. De 1979 a 1994, les cerveseries Mallasjuoma i Sinebrychoff van produir Gin Long Drink per a Alko, l'empresa estatal de begudes alcohòliques. La beguda es produeix segons la recepta original a partir de ginebra finlandesa, aigua i suc d'aranja. La ginebra es destil·la específicament per a Hartwall, i tots els seus ingredients es cullen a mà per garantir la millor qualitat possible. El grau alcohòlic de la beguda és del 5,5%, tot i que també hi ha una versió més lleugera amb un 2,6% d'alcohol, una versió Strong amb un 7,5% d'alcohol i una versió sense alcohol.
Hartwall Original Long Drink es va desenvolupar originàriament per als Jocs Olímpics d'Estiu de 1952 de Hèlsinki. La intenció era produir la beguda només durant els Jocs Olímpics, però a causa que la beguda es va popularitzar la producció ha continuat fins avui. Paral·lelament, va néixer a Finlàndia una nova classe de begudes col·loquialment anomenades lonkero (de l'anglès long drink), que literalment significa «tentacle» en finès. Al començament hi havia dos sabors: Gin Long Drink fet amb ginebra i suc d'aranja i Brandy Long Drink fet amb brandi i Pommac (una beguda de fruites de la marca danesa Carlsberg). La producció de Brandy Long Drink va finalitzar a la dècada del 1970, tot i que la beguda va tornar a produir-se el 2009.
Des dels anys 2000 han aparegut nous sabors: nabiu, llima, grosella negra, llimona i taronja, que es poden reconéixer pel mateix disseny de la llauna però amb diferents colors. La variant de llima es fa amb vodka, les altres variants són amb ginebra com la variant original.